# Karima Kamal
Karima Kamal (alternativ stavning, Karimah, arabiska: كريمة كمال), född 1949, är en egyptisk journalist, författare och människorättsaktivist. Hon bekänner sig till den koptiska kyrkan och har bland annat skrivit boken Divorce of Copts (2006). Sex år senare publicerades uppföljaren Copts personal status laws (Al-Ahwal Al-Shakhseya lil Akbat). Hon tilldelades priset Women in News Editorial Leadership Award på Women In News Summit (som stöttas av Sida och norska utrikesdepartementet) i Durban, Sydafrika 2017.